# Claude Pradel
Pour les articles homonymes, voir Pradel.
Claude Pradel est un homme politique né le 2 juin 1873 à Thiers (Puy-de-Dôme), et décédé le 17 février 1938 à Lamastre (Ardèche).

## Biographie
Claude Pradel fait ses études secondaires au collège de Thiers puis au Lycée de Clermont-Ferrand. Il obtient ensuite une licence de mathématiques (1892) , puis de physique (1894) et est reçu huitième à l'agrégation de mathématiques (1903). Il enseigne notamment au Lycée Buffon et au Lycée Saint-Louis de Paris et à l'Institut d'Agronomie. 
Sa carrière de professeur est seulement interrompue par sa participation à la Première Guerre mondiale qui lui vaudra l'attribution de la Croix de guerre.
Il entre en politique à l'occasion des législatives de 1932. Il se présente comme socialiste indépendant sur la circonscription de Thiers face au député sortant, le socialiste « officiel » Ernest Laroche, administrateur du journal La Montagne. Il met en avant ses origines de « fils d'émouleur » et s'attire ainsi la sympathie des couteliers. Au premier tour, il le devance de douze voix et s'impose au second tour par 9 667 voix contre 9 136 pour son concurrent. 
Il siège à l'Assemblée nationale comme non-inscrit. Il participe aux commissions des économies, de l'enseignement et des beaux-arts et de l'Alsace-Lorraine et se préoccupe des libertés publiques, de l'activité des ligues et du sort de l'industrie thiernoise. Il ne se représente pas en 1936.

## Mandats parlementaires
- 1932 - 1936 : député du Puy-de-Dôme, indépendant.

## Sources
- « Claude Pradel », dans le Dictionnaire des parlementaires français (1889-1940), sous la direction de Jean Jolly, PUF, 1960 [détail de l’édition]